# 蓋坦港
蓋坦港是哥倫比亞的城鎮，位於該國中部，由梅塔省負責管轄，距離首府比亞維森西奧189公里，始建於1932年2月11日，面積17,499平方公里，海拔高度149米，2005年人口15,475。
4°18′51″N 72°04′57″W / 4.31417°N 72.0825°W